# Hausfeldstraße
Hausfeldstraße – jedna ze stacji metra w Wiedniu na linii U2. Została otwarta 5 października 2013. 
Znajduje się w 22. dzielnicy Wiednia, Donaustadt.